# Barbara Hindahl

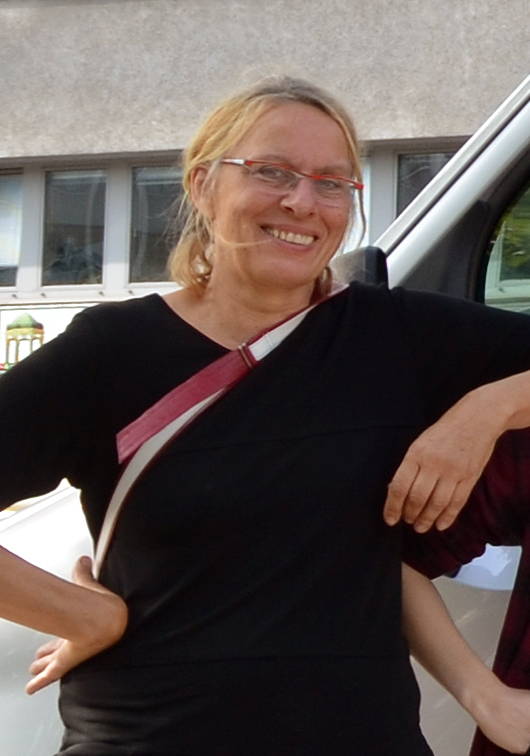
Barbara Hindahl 2017 auf der Goseriede in Hannover im Rahmen des 20. Zinnober-Kunstvolkslaufes

Barbara Hindahl (* 1960 in Rheinhausen im Ruhrgebiet) ist eine deutsche Künstlerin und Lehrbeauftragte. Sie lebt in Mannheim und unterrichtet an der Hochschule für Gestaltung Hannover.

## Leben
Nach ihrem Schulabschluss studierte Barbara Hindahl in Karlsruhe an der Staatlichen Akademie der Bildenden Künste.
In den Jahren von 2005 bis 2012 lehrte Hindahl an der Freien Kunstakademie Mannheim. Seit 2012 unterrichtet sie am Institut für Medien, Information und Design der Hochschule für Gestaltung in Hannover.
2010 wurde Barbara Hindahl dem Helene-Hecht-Preis der Stadt Mannheim ausgezeichnet. 2016 erhielt sie den Mannheimer Kunstpreis der Heinrich-Vetter-Stiftung.

## Ausstellungen (Auswahl)
- 2017: Alles öffentlich! ...; im Rahmen des 20. Zinnober Kunstvolkslaufes verschiedene Arbeiten im öffentlichen Raum der Kunst-Studierenden des Studiengangs Experimentelles Gestalten an der Hochschule Hannover in Koordination mit der Lehrbeauftragten Barbara Hindahl[2]
- 2017/18: 100 < 1000. Hundert unter Tausend, Port25[4]
- 2020: Fake & Fiction. barbara Hindahl. Kunsthalle Mannheim[5]

## Schriften (Auswahl)
- Barbara Hindahl (Hrsg., Red.): Peng! Raum für Kunst – Ausstellungen und Performances 2006/07, 1. Auflage, Mannheim: Edition Comselha, 2008, ISBN 978-3-00-024075-1